# Лоран, Анри (георгиевский кавалер)
Анри Лоран (ум. 27 августа 1916) — французский военный лётчик, лейтенант, участник Первой мировой войны. Служил на русском фронте в составе русских авиационных отрядов. Кавалер ордена Святого Георгия 4-й степени (1916).

## Служба
Анри Лоран имел чин су-лейтенанта французской службы. Служил на русском фронте Первой мировой войны. Был лётчиком наблюдателем в 5-м армейском авиационном отряде, затем служил в 5-м авиационном отряде истребителей. 23 августа 1916 года получил ранение во время воздушного боя. 27 августа 1916 года вылетел вместе с прапорщиком Онисимом Панкратовым для того что бы перехватить немецкие истребительные эскадрильи. Один из самолётов противника был вынужден совершить быстрый спуск, затем Онисим Панкратов получил смертельное ранение от разрывной пули. Лоран получил ранение, и попытался выпрямить аппарат, но потерял силы. В итоге летательный аппарат Лорана упал, а он сам скончался через несколько минут.
Посмертно получил чин лейтенанта французской службы и награждён российским орденом Святого Георгия 4-й степени.

### Награды
Приказом по армиям Северного фронта № 756 от 07 сентября 1916 года Анри Лоран «за то, что, состоя в 5-м отряде истребителей 5-го авиационного дивизиона 27-го августа 1916 г., получив известие о появлении в районе Двинских позиций эскадрильи неприятельских самолетов, вылетел ей навстречу и у оз. Дрисвяты вступил в бой с превосходным по силе противником, результатом коего был быстрый спуск неприятельского аппарата. Во время боя был ранен разрывной пулей и геройской своей смертью запечатлел содеянный им подвиг» был удостоен ордена Святого Георгия 4-й степени.